# Detlof Krüger
Detlof Krüger (* 2. Mai 1915 in Rostock; † 2. September 1996 in Karlsruhe) war ein deutscher Schauspieler, Regisseur und Intendant.

## Leben
Krüger hatte das humanistische Gymnasium seiner Heimatstadt Rostock besucht und Schauspielunterricht bei Lindler-Orban und Johannes Lehmann genommen. Letztgenannter holte ihn daraufhin in seiner Funktion als Regisseur am Stadttheater Rostock an ebendiese Bühne, wo Krüger 1935 seinen Einstand gab. Bis 1944 folgten weitere Verpflichtungen nach Hildesheim, Schleswig, Schwerin (Staatstheater) und Leipzig (Altes Theater).
Die ersten Nachkriegsjahre verbrachte Krüger im norddeutschen Raum und wirkte an kleinen Spielstätten in Hamburg („Die Auslese“, „Junge Bühne“) und Lüneburg. Dort durfte er erstmals auch Regie führen. 1949 wurde Krüger als Oberspielleiter nach Oberhausen berufen, blieb dort aber nur eine Saison. In dieser Zeit inszenierte er unter anderem Ostrowskis Wölfe und Schafe und Millers Tod eines Handlungsreisenden. In den Jahren 1950 bis 1953 wirkte er als Hörspielregisseur am NWDR in Hamburg, kehrte dann aber zum Theater zurück und band sich für viele Jahre an das Staatstheater Wiesbaden, dem er zuletzt als Schauspieldirektor bzw. künstlerischer Leiter vorstand. Zu seinen dort inszenierten Stücken gehören unter anderem Maria Stuart, Die begnadete Angst und Wo wir fröhlich gewesen sind.
In jenen Jahren, mit Beginn des Fernsehzeitalters in der Bundesrepublik, begann Krüger auch für dieses Medium zu inszenieren. Dabei handelte es sich überwiegend um Adaptionen bekannter Theaterstücke wie Der zerbrochne Krug und Ein idealer Gatte. Mit Beginn der 1960er Jahre trat Krüger auch regelmäßig in Fernsehspielen auf. Dabei wurde er bevorzugt mit Honoratiorenrollen bedacht. Krüger spielte Ärzte, Offiziere, hochgestellte Beamte und in Bischof Ketteler sogar den Staatsgründer und Reichskanzler Otto von Bismarck.
Trotz intensiver Fernsehpräsenz blieb Krüger auch weiterhin der Bühne verbunden. Von 1966 bis 1973 leitete er als Intendant das Theater Ulm. In seinen späten Arbeitsjahren band sich Krüger nicht mehr fest an eine Bühne und nahm auch Angebote für Gastspiele (zum Beispiel nach Basel) an. Zuletzt lebte er mit seiner Frau, der Juristin Gerda Krüger-Nieland, in Karlsruhe.

## Filmografie

### Fernsehen, als Schauspieler
- 1953: Dame Kobold
- 1960: Der Frieden unserer Stadt
- 1961: Unsere kleine Stadt
- 1961: Sansibar
- 1963: Die Entscheidung
- 1965: Die Kette an deinem Hals
- 1965: Oberst Wennerström (Zweiteiler)
- 1965: Nachruf auf Egon Müller
- 1965: Das Kriminalmuseum (TV-Serie) – Die Brille
- 1966: Der Raub der Sabinerinnen
- 1966: Die Unverbesserlichen
- 1966: Im Jahre Neun
- 1967: Mathilde Möhring
- 1968: Die fünfte Kolonne (Serie) – Sonnenblumenweg 7
- 1968: Versetzung
- 1968: Der Kampf um den Reigen
- 1969: Bischof Ketteler
- 1970: Das Mädchen meiner Träume
- 1970: Ende der Vorstellung 24 Uhr
- 1970: Die Beichte
- 1970: Die seltsamen Methoden des Franz Josef Wanninger (TV-Serie) – Die Karaffe
- 1971: Der Herr Schmidt – Ein deutsches Spektakel mit Polizei und Musik
- 1972: Der Stoff aus dem die Träume sind (Kinofilm)
- 1972: Tatort – Wenn Steine sprechen
- 1973: Hamburg Transit – Eifersucht
- 1974: Okay S.I.R. – Der Star und die Sterne (Fernsehserie)
- 1974: Gemeinderätin Schumann (Serie)
- 1975: Das Anhängsel
- 1978: PS
- 1981: Kudenow oder An fremden Wassern weinen
- 1984: Don Carlos

### Fernsehen, als Regisseur
- 1953: Königinnen von Frankreich
- 1954: Der ungebetene Gast
- 1955: Das Streichholz unterm Bett
- 1963: Dame Kobold
- 1964: Haus Herzenstod
- 1964: Wölfe und Schafe
- 1965: Ein idealer Gatte
- 1965: Der zerbrochne Krug